# Marcy (Rodan)

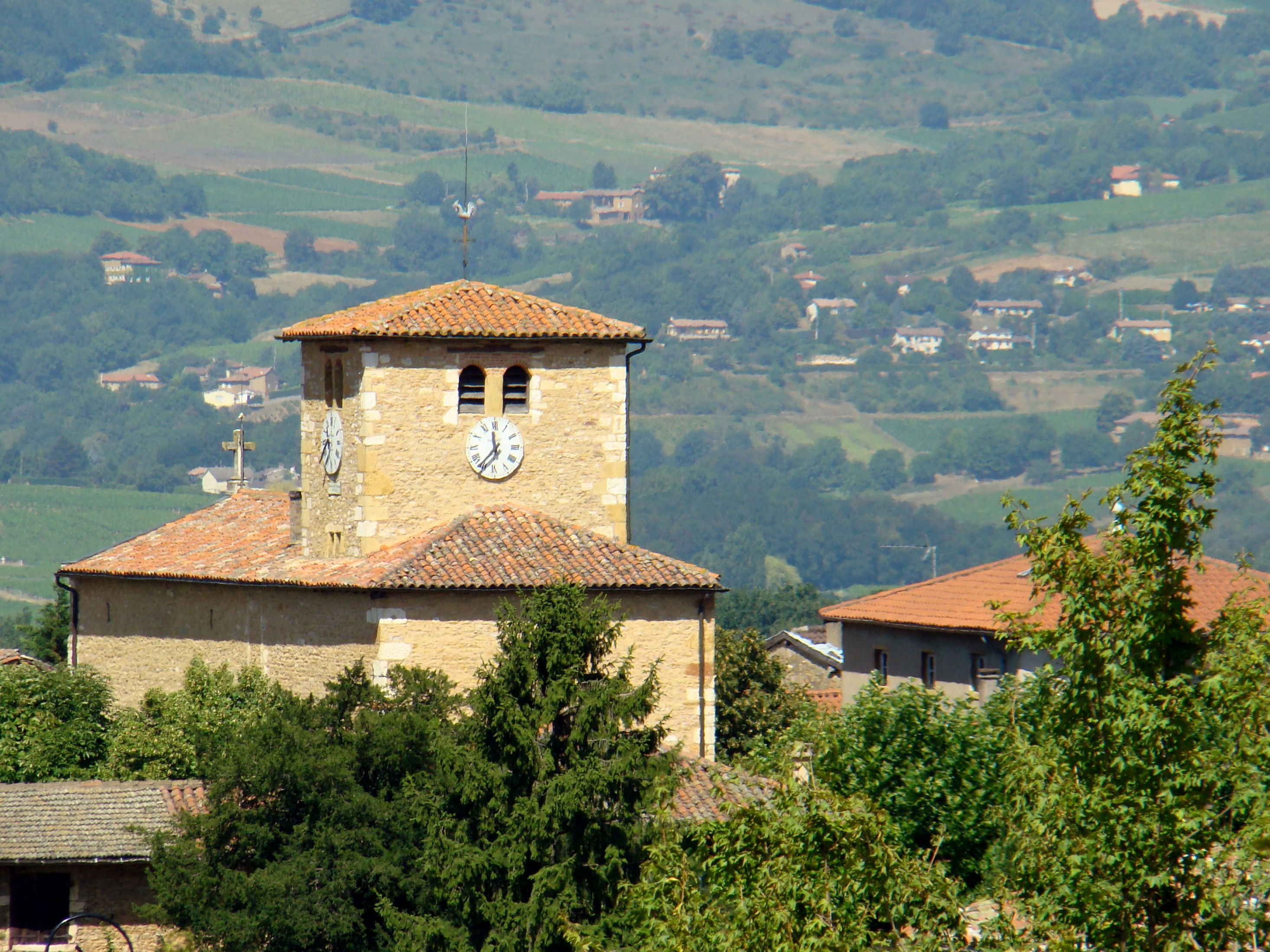
Kościół w Marcy (2009)

Marcy – miejscowość i gmina we Francji, w regionie Owernia-Rodan-Alpy, w departamencie Rodan.
Według danych na rok 1990 gminę zamieszkiwało 531 osób, a gęstość zaludnienia wynosiła 159 osób/km² (wśród 2880 gmin regionu Rodan-Alpy Marcy plasuje się na 1118. miejscu pod względem liczby ludności, natomiast pod względem powierzchni na miejscu 1629.).